# Lio (album)
Lio è il primo album discografico della cantante belga Lio, pubblicato nel 1980.
Questo album contiene tra gli altri brani il singolo Amoureux solitaires.

## Tracce
Per tutti i brani: testo Hagen Dierks, musica: Jay Alanski, eccetto ove segnalato.
Lato 1: 18:42
1. Amicalement votre – 2:45
2. J’obtiens toujours tout ce que je veux – 2:34
3. Comix Discomix – 3:54
4. La Panthere Rose – 3:14
5. You go to my head – 2:35 (testo: Gillespie)
6. Amoureux solitaires – 3:39 (testo: Elli Medeiros – musica: Jacno (Denis Quilliard))

Lato 2: 17:22
1. Si belle et inutile – 3:26
2. Bebe Vampire – 2:40
3. Speedy Gonzalez – 3:15
4. La Petite Amazone – 3:13
5. Le banana split – 2:33
6. Oz – 2:15